# Venus Capriccio
Venus Capriccio (ヴィーナス綺想曲, Bīnasu Cappurici) ist eine Manga-Serie der japanischen Mangaka Mai Nishikata aus den Jahren 2006 bis 2008. Sie umfasst über 1000 Seiten und ist in die Genre Shōjo und Romantik einzuordnen. 

## Inhalt
Die 17-jährige Takami Habara wuchs mit vier Brüdern auf und verhält so auch selbst wenig weiblich. Seit sie zehn Jahre alt ist, schickt ihre Mutter sie daher zum Klavierunterricht, damit Takami zumindest etwas Weiblichkeit entwickelt. Sie besucht die Klavierstunden gemeinsam mit Sasaki Akira. Der eher feminine 15-Jährige ist bereits in derselben Klasse wie Takami, spielt ausgezeichnet Klavier und ist ihr oft ein guter Freund und eine Stütze, wenn sie deprimiert ist. Erst Sasaki kann ihr die Freude am Klavierspiel zeigen. 
Während Takami Sasaki eher als die jüngere Schwester empfindet, die sie nie hatte, verliebt sich Sasaki bald in sie. Nach einiger Zeit kann er es ihr auch gestehen und küsst Takami. Nun entwickelt sich aus der langen Freundschaft eine Liebesbeziehung.

## Veröffentlichung
Der Manga erschien von 2006 bis 2008 in Einzelkapiteln im Magazin Hana to Yume des Verlags Hakusensha in Japan. Die Kapitel wurden später auch in fünf Sammelbänden herausgebracht. CMX Manga veröffentlicht die Serie in Nordamerika, Egmont Manga und Anime hat von Dezember 2010 bis August 2011 alle Bände auf Deutsch veröffentlicht. Die Übersetzung stammt von Monika Hammond.

## Rezeption
Die deutsche Zeitschrift AnimaniA beschreibt die Geschichte des Mangas als sehr genretypisch, mit üblichen Themen wie Freundschaft, schulischer Erfolg, Mobbing und Durchsetzungsvermögen sowie mit einer etwas aber nicht zu selbstständigen Protagonistin und einem begabten, einfühlsamen und coolen Bishōnen als ihren Prinzen. Fans von Shōjo-Manga werde dennoch eine solide, kurzweilige Geschichte mit tollen Zeichnungen in filigranen Linien und stimmungsvollem Rastereinsatz sowie ein schicker Seitenaufbau geboten.